# Ian Barrows
Pour les articles homonymes, voir Barrows.
Ian Barrows est un skipper américain né le 14 janvier 1995 à Saint-Thomas, dans les îles Vierges des États-Unis. Il a remporté avec Hans Henken la médaille de bronze du 49er aux Jeux olympiques d'été de 2024, organisés à Paris.